# 長崎半島

長崎半島の位置。スペースシャトル標高データ使用。

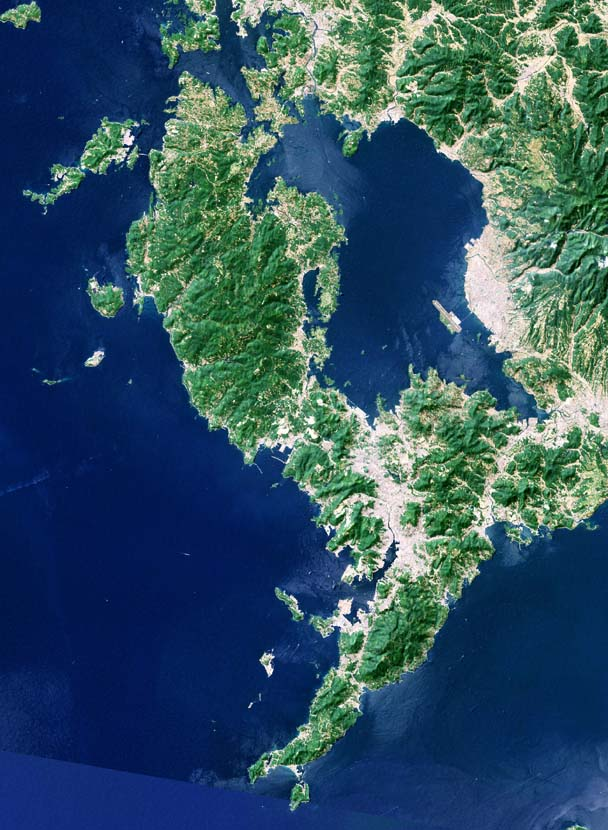
長崎半島（下）と西彼杵半島（上）のランドサット衛星写真。スペースシャトル標高データ使用。

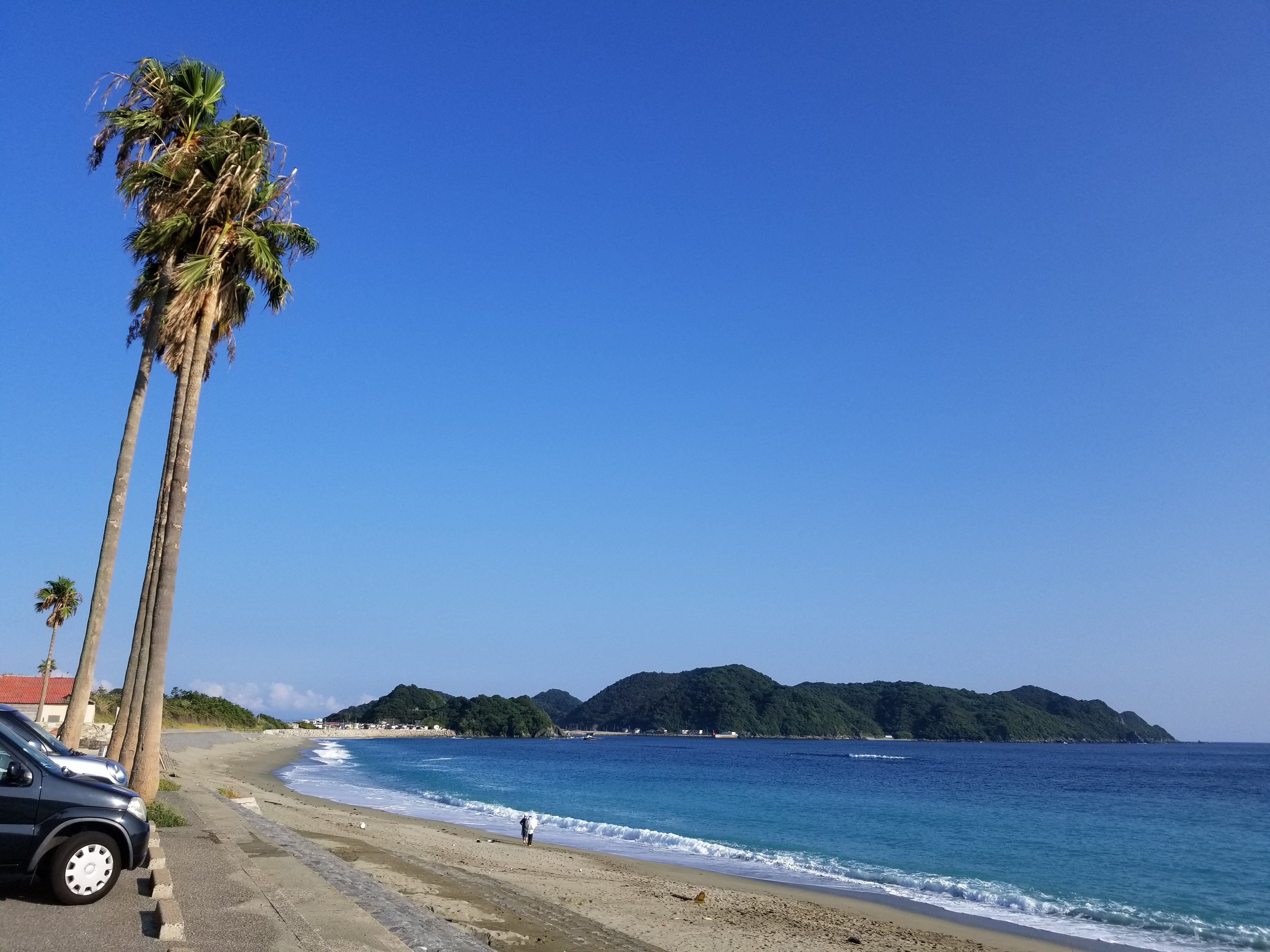
半島南部の脇岬海水浴場

長崎半島（ながさきはんとう）は、九州北西部・長崎県域にある半島の一つである。

## 呼称
特に半島の先端部は野母崎半島（のもざきはんとう）と呼ばれている。
また、野母半島（のもはんとう）とも呼ばれる。

## 地理
九州北西部の長崎県域のうち、九州本土域では北松浦半島が北へ突き出し、その南では逆卍形に西彼杵半島・長崎半島・島原半島と三つの半島が突き出す。長崎半島は3半島のうち南西に突き出した楔形の半島である。最大幅6km、長さ22kmであり、西岸は香焼を境に長崎港と五島灘、東岸は天草灘・橘湾に面する。各海域は南の東シナ海へ繋がる。
沿岸の五島灘には香焼島、横島、沖之島・伊王島、黒島・野島、高島・中ノ島・端島などの島がある。このうち香焼島は埋め立てにより深堀地区と陸続きになり（香焼半島）、さらに香焼と沖之島を繋ぐ伊王島大橋が平成23年（2011年）に開通した。天草灘側は脇岬地区の沖合に中島と樺島があり、これらも昭和61年（1986年）に樺島大橋が開通して本土と繋がった。
半島全体が長崎市に属しており、長崎市南部の大浦・戸町・深堀・茂木・三和・野母崎地区が該当するが、どこまでを長崎半島と見るかは人によって異なる。
全体的に丘陵地が多く、平地は海岸沿いの各所にわずかに見られるのみである。蚊焼-為石以北は隆起準平原で、半島の幅が広い。標高590mの八郎岳を最高峰に、戸町岳（427m）・熊ヶ峰（569m）・悪所岳（506m）・兜岳（462m）・小八郎岳（564m）・寺岳（452m）などの山が連なる。これらの山地は主に玄武岩などの「長崎火山岩類」からなる。蚊焼-為石以南では半島の幅が狭まり、標高も低くなる。地質も結晶片岩主体の「長崎変成岩類」へ変化する。
ただし各所に変斑れい岩、白亜紀層、第三紀層、蛇紋岩、ビーチロック等も点在する。変斑れい岩は放射年代で4億8,000万年前の値を示し、九州最古の岩石の一つとされ、海岸の岩石露出地は平成6年（1994年）に野母崎町天然記念物、平成17年（2005年）に長崎県天然記念物に指定された。白亜紀層である「三ツ瀬層」（約8,100万年前）は平成16年（2004年）以降に恐竜、翼竜、カメ、ワニ、古代魚等の化石が相次いで発見されている。第三紀層は石炭を含み、珪化木、貝化石、凝灰角礫岩等が見られる。ビーチロックは脇岬海岸の南側にあり、これも平成6年に長崎県指定天然記念物となった。
海岸は丘陵地が迫っている上に波浪で侵食されるため、険しい海食崖が続く。ただし南部では各所に砂浜や礫の浜が発達し、岳路（たけろ）、高浜、脇岬、川原（かわら）、宮摺（みやずり）等が海水浴場として利用される。また、野母と脇岬の集落は陸繋島上にあり、川原には海跡湖の川原大池が見られる。
河川は北部ほど大きい傾向があり、北部の半島つけ根部分に浦上川と中島川、南に鹿尾川（かのおがわ）、若菜川、大川が続く。どれもそれほど大きな川ではなく、雨の多寡で水量が大きく変化する。

## 自然
東シナ海を北上する対馬海流の影響が強く、気候は温暖であり、年間降水量も約2,000mmと多い。
植物では亜熱帯性植物のアコウ、ハマゴウ、キイレツチトリモチ、ヘゴ、大陸系植物のダンギク等が見られる。脇岬の北には昭和44年（1969年）に長崎県亜熱帯植物園が作られた。動物では南端にほど近い樺島にオオウナギ生息地があり、大正12年（1923年）に生息北限として「樺島のオオウナギ生息地」が国の天然記念物に指定されたが、平成23年（2011年）に北部の中島川水系でもオオウナギが発見された。丘陵地にはキュウシュウジカやイノシシも生息するが、21世紀初頭にはこれらが個体数を増やし、食害で自然や農作物への影響が出ている。県のレッドリストで準絶滅危惧種に指定されているホンドギツネの確認例も存在する。
橘湾や早崎瀬戸を中心に、ミナミハンドウイルカをはじめとする小型鯨類が周辺に棲息し、イルカウォッチングも行われている。しかし、かつては西彼杵半島の一帯にも大規模な古式捕鯨の基地が存在したり、有明海で捕鯨が行われていた可能性を示唆させる資料が発見されていたり、天草下島・牛深町の沿岸も過去にはクジラの回遊経路であり、近年も野間半島や甑島の周辺に分布するカツオクジラが五島列島近海への回遊が判明している事からも、長崎半島の沿岸水域も本来は大型鯨類（沿岸性のヒゲクジラ類）の生息地であったことがうかがえる。なお、沿岸域ではないが、現在も野母崎沖50kmの海域にはマッコウクジラが生息している。

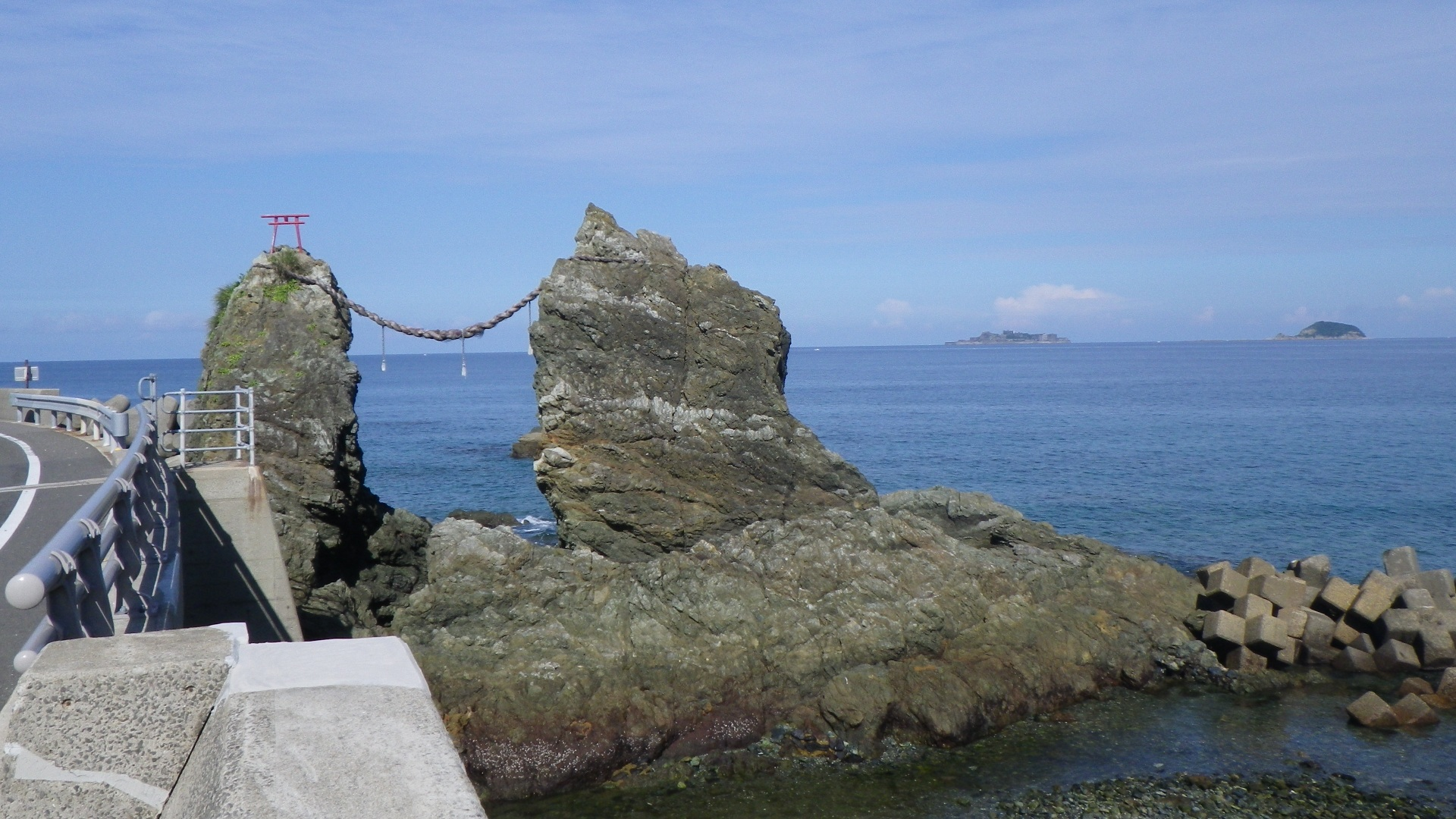
変斑れい岩で形成されている野母崎地区の「夫婦岩」。長崎県天然記念物
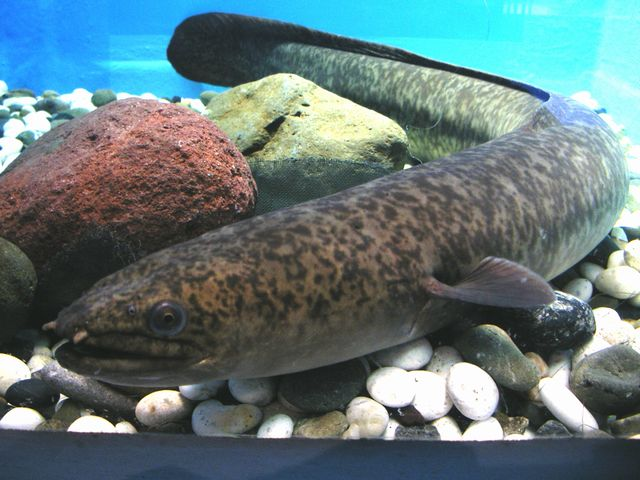
オオウナギ（飼育個体）

## 産業・歴史
沿岸部に漁業集落が点在するが、蚊焼・高浜、為石・宮崎などは農業集落の性質も持つ。為石は明治37年（1904年）に宝石サンゴ漁の船が男女群島海域で遭難する事件があり、以降農業に転じた経緯がある。また半島部には大規模な石炭層はないが、ほど近い西海上にある香焼島、伊王島、高島、端島では日本の近代化とともに石炭採掘が進められ、海底下で石炭を採掘していた。これは昭和61年（1986年）に最後の高島炭鉱が閉山するまで続いた。
深堀は中世には水軍の港として、江戸期は佐賀藩（鍋島氏）の飛地として栄えた。明治以降は三菱重工業長崎造船所をはじめとする造船業が興り、深堀・香焼地区には造船の関連企業が立ち並ぶ。
沿岸漁業ではマアジ、ボラ（カラスミ用）、イセエビ、サザエ、アワビなど多くの魚介類が漁獲される。傾斜地を切り開いた段々畑ではビワやミカンの栽培が盛んで、「茂木びわ」は日本産ビワを代表する地域団体商標の一つである。

### 交通機関
長崎市街地中心部から茂木へ国道324号、同じく市街地中心部から半島西岸を経て脇岬へ国道499号が伸びる。どちらも海上区間を含み、茂木・脇岬とも終点ではない。野母から茂木・矢上方面へ至る半島東岸は県道34号が走っている。他には香焼へ伸びる県道29号、深堀-大籠-蚊焼を繋ぐ県道224号などもある。
長崎港大波止と伊王島、高島、五島列島を結ぶ船便が運航されている。東部の茂木と熊本県苓北町を結ぶ船便もあるが、平成23年（2011年）にフェリーが休止され、高速船（車載不可）に代わった。
長崎自動車（長崎バス）によって長崎市街方面から各方面へバスが運行されている。他に半島内を連絡する長崎市コミュニティバス（長崎自動車が委託運行）もある。鉄道は長崎本線が長崎駅止まり、路面電車の長崎電気軌道も石橋電停止まりで、半島部に線路は通っていない。